# Бар'єр (фільм, 1917)
Бар'єр (англ. The Barrier) — американський пригодницький фільм Едгара Льюїса 1917 року.

## Сюжет
Коли жорстокий морський капітан, по імені Беннетт, вбиває матір своєї дитини, маленька дівчинка врятована комірником. Роками пізніше, коли дівчинка стає дорослою жінкою, Беннетт з'являється в її селі на Алясці.

## У ролях
- Мейбл Жюльєнна Скотт — Надія / Мериді
- Расселл Сімпсон — Джон Гейлорд / Джон Тейл
- Говард Холл — Ден Беннетт / Бен Старк
- Віктор Сазерленд — лейтенант Мід Баррелл
- Мітчелл Льюїс — Полеон Дорет
- Едвард Роузман — Руньйон
- Вільям Дж. Гросс — «Без захисний» Лі
- Мері Карр — Алуна